# Christuskirche (Bocholt)

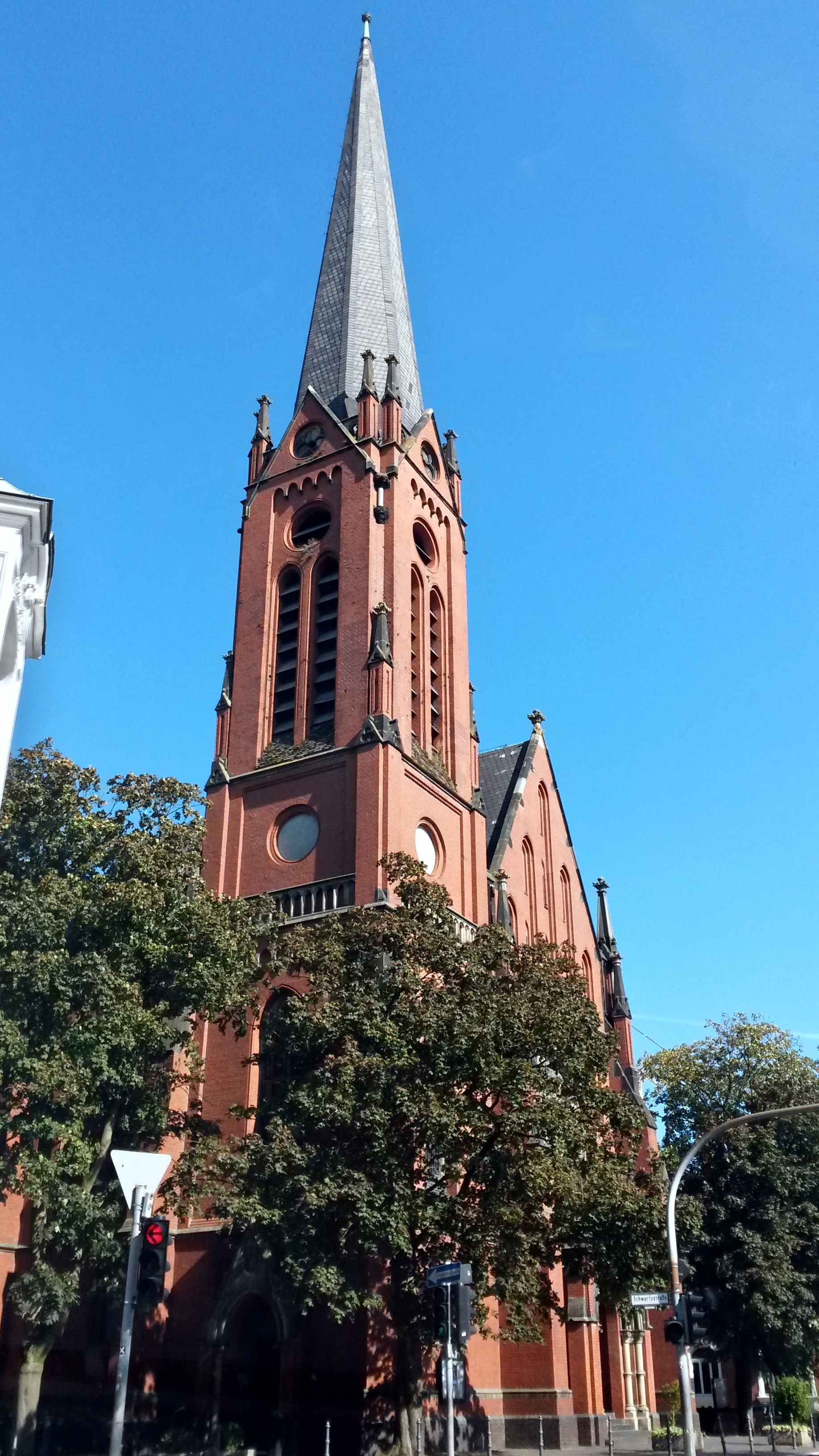
Evangelische Christuskirche in Bocholt. Glockenturm und ein Teil des südlichen Kirchenschiffs im Hintergrund.

Die Evangelische Christuskirche in Bocholt gehört zum ersten Pfarrbezirk der Evangelischen Kirchengemeinde Bocholt. Die Gemeinde gehört zur Evangelischen Kirche von Westfalen und zum Kirchenkreis Steinfurt-Coesfeld-Borken.

## Gemeinde- und Kirchengeschichte
Mitte des 16. bis Mitte des 17. Jahrhunderts waren große Teile der Bocholter Bevölkerung evangelisch. Im Zuge der Gegenreformation, die durch die Fürstbischöfe von Münster durchgeführt wurde, sank die Zahl der Protestanten in Bocholt bis zur Mitte des 18. Jahrhunderts auf weniger als 80 Personen. Gottesdienstlich und seelsorgerisch betreut wurden sie durch die reformierten und lutherischen Pfarrer von Werth.
Nach Aufhebung des Hochstifts Münster im Jahr 1803 wurde Bocholt Regierungssitz des Fürstentums Salm. Im Jahre 1806 gewährte Fürst Konstantin zu Salm-Salm den Protestanten Religionsfreiheit. im Jahre 1815 wurde das Westmünsterland als Kreis Borken der Provinz Westfalen und damit dem Königreich Preußen eingegliedert. In dieser Zeit entstand die Überlegung, in Bocholt eine neue evangelische Pfarrgemeinde mit einer neuen Pfarrkirche zu errichten.
1819 genehmigte König Friedrich Wilhelm III. von Preußen die Errichtung einer evangelischen Pfarrgemeinde in Bocholt. Im selben Jahr wurde die St. Agnes-Kapelle, Kirche des 1803 säkularisierten Augustinerinnen-Klosters auf dem Schonenberg, als evangelische Kirche eingeweiht und in Gebrauch genommen. Die Kirchengemeinde hatte sie von den Fürsten zu Salm-Salm erworben.
In der Folgezeit nahm der Pfarrbezirk über die Grenzen von Bocholt zu. 1837 traten die Protestanten im Kirchspiel Rhede formell der Gemeinde bei. Versorgt wurden zudem die Protestanten in umliegenden Kirchspielen, insbesondere in Dingden und Suderwick.
Gegen Ende des 19. Jahrhunderts wuchs die Zahl der Gemeindemitglieder stetig an, so dass sich die Agnes-Kapelle nicht mehr als ausreichend erwies, und ein Neubau beschlossen wurde. Im Jahre 1901 wurde an der Münsterstraße die neu erbaute evangelische Kirche eingeweiht. Den Namen „Christuskirche“ erhielt sie erst im Jahre 1963, als die neugebaute Apostelkirche eingeweiht wurde.
Die Christuskirche steht seit 1983 unter Denkmalschutz.

## Baubeschreibung
Die unsymmetrische zweischiffige neugotische Hallenkirche mit vor das Seitenschiff gesetztem Fassadenturm wurde vom Architekten Otter aus Wesel entworfen. Die Wände bestehen aus leuchtend roten Fabrikziegeln, die Maßwerke und Baudetails aus Sandstein. Die Decken sind mit Kreuzrippengewölbe versehen. Der kurze Altarraum ist durch diagonalgestellte Wände vom Schiff abgegrenzt, hinter denen sich je eine Emporen- und eine Kanzeltreppe zur aufgeständerten Kanzel mit Schalldeckel aus dem 17. Jahrhundert verbergen, die man von außen als Treppentürme wahrnimmt. Das Seitenschiff füllt eine Holzempore aus. Die Orgelempore ist niedrig angesetzt. Das Rosettenfenster wird durch die Orgel halb verdeckt. Außen am Gebäude findet sich reichhaltiger Bauschmuck. Der Eingang erfolgt durch das Haupttor des Kirchenschiffs oder durch den seitlichen Turmeingang.

## Ausstattung
Von besonderer Bedeutung sind die Motivfenster. Sie wurden im Zuge der Kirchenerneuerung in den Jahren 1952 bis 1954 nach Plänen des Künstlers Professor Thol (Berlin) gefertigt. Die Fenster zeigen szenische Darstellungen des Alten und Neuen Testaments, u. a. die Aussetzung des Mose und Daniel in der Löwengrube, sowie die Auferweckung des Lazarus und die Ausgießung des Heiligen Geistes. Auf der Kirchturmspitze thronte ein Hahn, der verschwand und wieder auftauchte und seit 2001 auf dem Sakristeiturm sitzt.

### Orgel
Die Orgel der Christuskirche wurde 1974 von der Orgelbaufirma Franz Breil (Dorsten) erbaut. Das Schleifladen-Instrument hat 17 Register auf zwei Manualen und Pedal. Die Spiel- und Registertrakturen sind mechanisch.
| I Hauptwerk C–g3 |    |
| Prinzipal        | 8′ |
| Spitzflöte       | 8′ |
| Oktave           | 4′ |
| Gedacktflöte     | 4′ |
| Waldflöte        | 2′ |
| Mixtur V         |    |
| Trompete         | 8′ |

| II Schwell-Brustwerk C–g3 |        |
| Holzgedackt               | 8′     |
| Rohrflöte                 | 4′     |
| Nasat                     | 2 ⁄3′  |
| Prinzipal                 | 2′     |
| Terzflöte                 | 1 3⁄5′ |
| Zimbel III                |        |
| Schalmey                  | 8′     |
| Tremulant                 |        |

| Pedalwerk C–f1 |     |
| Subbass        | 16′ |
| Oktavbass      | 8′  |
| Choralbass     | 4′  |
| Offenflöte     | 2′  |
| Fagott         | 16′ |

- Koppeln: II/I, I/P, II/P